# Драва (подводная лодка)
П-832 «Драва» (сербохорв. P-832 "Drava" / П-832 "Драва") — югославская подводная лодка типа «Сава».
Построена в 1978 году на верфи в Сплите по заказу ВМС СФРЮ. Спущена на воду в 1980 году. Поступила в состав ВМС Югославии (с 4 февраля 2003 года - ВМС Сербии и Черногории). В 1981 году лодка поставлена на капитальный ремонт, который был прерван в 1996 году. 3 июля 2006 года отошла под юрисдикцию Черногории, исключена из состава ВМС. В 2008 году была разрезана на металл  в Тивате.